# Raiffeisenbank Mainschleife-Steigerwald
Die Raiffeisenbank Mainschleife-Steigerwald eG ist eine deutsche Genossenschaftsbank mit Sitz in der bayerischen Stadt Volkach im Landkreis Kitzingen.

## Geschichte
Im Jahr 1866 wurde in Prichsenstadt der erste, sogenannte Creditverein Prichsenstadt gegründet. Er war in der Region der erste seiner Art. 1879 entstand dann in Wiesenbronn ein weiterer Creditverein. Bis 1922 folgten weitere Credit- und Darlehenskassen-Vereine. So wurde am 17. Januar 1881 der Darlehenskassen-Verein Obereisenheim mit Sitz in Obereisenheim, am 8. Dezember 1893 der Darlehenskassen-Verein Volkach mit Sitz in Volkach ins Leben gerufen. Insgesamt entstanden 19 solcher Vereine im heutigen Geschäftsgebiet der Raiffeisenbank.
Größter dieser Vereine war der Creditverein Prichsenstadt, der im Jahr 1900 bereits Orte in der Rhön und an der Tauber umfasste. Mit der Inflation in Deutschland und der Weltwirtschaftskrise kam es im Jahr 1931 zur Schließung mehrerer Banken durch gesetzliche Notverordnungen. Nach der Krise begannen die Darlehenskassen-Vereine der Region zu fusionieren, um so größere Einlagen generieren zu können. Ein erster Zusammenschluss fand zwischen dem Spar- und Darlehnsverein Altenschönbach eGmuH mit dem Sitz in  Altenschönbach und dem Spar- und Darlehnsverein Kirchschönbach eGmuH mit dem Sitz in Kirchschönbach 1937 zum Spar- und Darlehnsverein Kirchschönbach eGmuH statt.
Nach dem Zweiten Weltkrieg wurde die Firmenbezeichnung der Darlehenskassen im Jahr 1948 in „Raiffeisenkasse“ geändert. Wieder folgten mehrere Zusammenschlüsse von kleineren Banken. Mit dem Beschluss der Generalversammlung im Jahr 1974 firmierten die Unternehmen fortan als „Raiffeisenbank“.
Die damalige Raiffeisenkasse Volkach eGmbH fusionierte im Jahr 1962 mit der Raiffeisenkasse Rimbach eGmbH mit dem Sitz in Rimbach, 1964 mit der Raiffeisenkasse Astheim eGmbH mit dem Sitz in Astheim, im Jahr 1965 mit der Raiffeisenkasse Dimbach eGmbH mit dem Sitz in Dimbach und 1966 mit der Raiffeisenkasse Gaibach eGmbH mit dem Sitz in Gaibach.
Durch die Fusion der Raiffeisenkasse Volkach eGmbH im Jahr 1968 mit der Raiffeisenkasse Obereisenheim eGmbH mit dem Sitz in Obereisenheim, der Raiffeisenkasse Lindach eGmbH mit dem Sitz in Lindach und der Raiffeisenkasse Stammheim eGmbH mit dem Sitz in Stammheim am Main entstand die Raiffeisenbank Volkach eGmbH. Diese fusionierte dann im Folgejahr mit der Raiffeisenkasse Wipfeld eGmbH mit dem Sitz in Wipfeld und 1970 mit der Raiffeisenkasse Prosselsheim eGmbH mit dem Sitz in Prosselsheim. Im Jahr 1971 folgte dann die Fusion mit der Raiffeisenkasse Obervolkach eGmbH mit dem Sitz in Obervolkach. Die Raiffeisenkasse Eichfeld eG mit dem Sitz in Eichfeld fusionierte dann 1982 mit der Raiffeisenbank Volkach eG. Durch eine Umfirmierung entstand dann die Raiffeisenbank Volkach eG - Mainschleifenbank -.
Im Jahre 2004 fusionierten die Raiffeisenbank Volkach eG Mainschleifenbank mit dem Sitz in Volkach und die Raiffeisenbank Wiesentheid und Umgebung eG mit dem Sitz in Wiesentheid zur Raiffeisenbank Volkach-Wiesentheid eG mit dem Sitz in Volkach. Die ehemalige Raiffeisenkasse Wiesentheid eGmbH fusionierte im Jahr 1967 mit der Raiffeisenkasse Abtswind eGmbH mit dem Sitz in Abtswind zur Raiffeisenkasse Abtswind eGmbH. Diese fusionierte anschließend im Jahr 1970 mit der Raiffeisenkasse Prichsenstadt eGmbH mit dem Sitz in Prichsenstadt zur Raiffeisenkasse Abtswind-Prichsenstadt eGmbH mit dem Sitz in Abtswind. Im Jahr 1980 entstand dann durch die Fusion der Raiffeisenbank Rüdenhausen - Wiesenbronn eG mit dem Sitz in Rüdenhausen mit der Raiffeisenbank Abtswind-Prichsenstadt eG die Raiffeisenbank Abtswind-Prichsenstadt-Rüdenhausen-Wiesenbronn-Wiesentheid eG mit dem Sitz in Wiesentheid. Diese wiederum fusionierte dann nochmals im Jahr 1993 mit der Raiffeisenbank Stadelschwarzach-Kirchschönbach eG mit dem Sitz in Stadelschwarzach zur Raiffeisenbank Wiesentheid und Umgebung eG.
Die Raiffeisenbank Stadelschwarzach-Kirchschönbach eG entstand im Jahr 1977 aus der Fusion der Raiffeisenbank Kirchschönbach eG mit dem Sitz in Kirchschönbach mit der Raiffeisenbank Stadelschwarzach eG. Die ehemalige Raiffeisenkasse Stadelschwarzach eGmbH fusionierte im Jahr 1964 bereits mit der Raiffeisenkasse Reupelsdorf eGmbH mit dem Sitz in Reupelsdorf.
Im Jahr 1968 fusionierte die Raiffeisenkasse Rüdenhausen eGmbH mit dem Sitz in Rüdenhausen mit der Raiffeisenkasse Wiesenbronn eGmbH mit dem Sitz in Wiesenbronn zur Raiffeisenkasse Rüdenhausen - Wiesenbronn eGmbH. Zuvor fusionierte im Jahr 1938 die Spar- und Darlehnskasse Rüdenhausen eGmuH mit dem Darlehns-Kassenverein Wüstenfelden eGmuH mit dem Sitz in Wüstenfelden.
2018 wurde die Raiffeisenbank Fränkisches Weinland eG Escherndorf-Sommerach-Nordheim mit dem Sitz in Nordheim am Main auf die Raiffeisenbank Volkach-Wiesentheid eG verschmolzen. Die Firma der Bank änderte sich in Raiffeisenbank Volkacher Mainschleife - Wiesentheid eG mit dem Sitz in Volkach. Die Raiffeisenbank Fränkisches Weinland eG Escherndorf-Sommerach-Nordheim entstand im Jahr 2000 aus der Fusion der Raiffeisenbank Escherndorf-Nordheim/Main eG mit dem Sitz in Nordheim am Main mit der Raiffeisenbank Sommerach eG (die ehemalige  Raiffeisenkasse Sommerach eGmbH) mit dem Sitz in Sommerach. Durch die Fusion der Raiffeisenbank Nordheim/Main eG im Jahr 1991 mit der Raiffeisenbank Escherndorf-Fahr-Untereisenheim eG mit dem Sitz in Escherndorf entstand die Raiffeisenbank Escherndorf-Nordheim/Main eG. Die Raiffeisenkasse Untereisenheim eGmbH mit dem Sitz in Untereisenheim fusionierte im Jahr 1966 mit der Raiffeisenkasse Escherndorf eGmbH zur Raiffeisenkasse Escherndorf-Untereisenheim eGmbH mit dem Sitz in Escherndorf. Diese fusionierte dann 1968 mit der Raiffeisenkasse Fahr eGmbH mit dem Sitz in Fahr zur Raiffeisenbank Escherndorf-Untereisenheim eGmbH und benannte sich später um in Raiffeisenbank Escherndorf-Fahr-Untereisenheim eG.
2021 schließlich wurden die Raiffeisenbank Frankenwinheim und Umgebung eG mit dem Sitz in Frankenwinheim und die Raiffeisenbank Kitzinger Land eG mit dem Sitz in Obernbreit auf die Raiffeisenbank Volkacher Mainschleife - Wiesentheid eG mit dem Sitz verschmolzen. Seither heißt die Bank Raiffeisenbank Mainschleife-Steigerwald eG.
Die Raiffeisenbank Kitzinger Land eG entstand im Jahr 2003 durch die Fusion der Raiffeisenbank Obernbreit und Umgebung eG mit dem Sitz in Obernbreit mit der Raiffeisenbank am Schwanberg eG mit dem Sitz in Großlangheim.
Die damalige Raiffeisenbank Obernbreit eGmbH fusionierte 1964 mit der Raiffeisenkasse Tiefenstockheim eGmbH mit dem Sitz in Tiefenstockheim und 1968 mit der Raiffeisenkasse Seinsheim eGmbH mit dem Sitz in Seinsheim, der Raiffeisenkasse Hüttenheim eGmbH mit dem Sitz in Hüttenheim und der Raiffeisenkasse Markt Herrnsheim eGmbH mit dem Sitz in Markt Herrnsheim zur Raiffeisenbank Obernbreit und Umgebung eGmbH. Mit der Raiffeisenkasse Willanzheim eGmbH mit dem Sitz in Willanzheim wurde im Jahr 1971 fusioniert, gefolgt von der Fusion mit der Raiffeisenkasse Martinsheim - Enheim eGmbH mit dem Sitz in Martinsheim im Jahr 1972. Diese wiederum entstand im Jahr 1964 aus der Fusion der Raiffeisenkasse Enheim eGmbH mit dem Sitz in Enheim mit der Raiffeisenkasse Martinsheim eGmbH.
Durch die Fusion der Raiffeisenkasse Großlangheim und Umgebung eGmbH mit dem Sitz in Großlangheim im Jahr 1969 mit der Raiffeisenkasse Rödelsee eGmbH mit dem Sitz in Rödelsee entstand die Raiffeisenbank am Schwanberg eGmbH. Diese fusionierte dann 1970 mit der Raiffeisenkasse Kleinlangheim eGmbH mit dem Sitz in Kleinlangheim und 1971 mit der Raiffeisenkasse Sickershausen eGmbH mit dem Sitz in Sickershausen.
Die ehemalige Raiffeisenbank Frankenwinheim und Umgebung eG fusionierte 1965 als Raiffeisenkasse Frankenwinheim eGmbH mit der Raiffeisenkasse Krautheim eGmbH mit dem Sitz in Krautheim, im Jahr 1969 mit der Raiffeisenkasse Lülsfeld eGmbH mit dem Sitz in Lülsfeld und 1970 mit der Raiffeisenkasse Schallfeld eGmbH mit dem Sitz in Schallfeld. Nach der Umfirmierung in Raiffeisenbank Frankenwinheim und Umgebung eG fusionierte sie dann im Jahr 1974 mit der Raiffeisenkasse Brünnstadt eG mit dem Sitz in Brünnstadt.

## Rechtsverhältnisse
Die Raiffeisenbank Mainschleife-Steigerwald eG (lt. GnR „Raiffeisenbank Mainschleife - Steigerwald“) ist im Genossenschaftsregister beim Amtsgericht Würzburg unter GnR 68 eingetragen.

## Organisationsstruktur
Rechtsgrundlagen sind das Genossenschaftsgesetz und die durch die Vertreterversammlung beschlossene Satzung. Organe der Bank sind der Vorstand, der Aufsichtsrat und die Vertreterversammlung.

## Sicherungseinrichtung
Die Raiffeisenbank Mainschleife-Steigerwald eG ist der amtlich anerkannten Sicherungseinrichtung des Bundesverbandes der Deutschen Volksbanken und Raiffeisenbanken GmbH und der zusätzlichen freiwilligen Sicherungseinrichtung des Bundesverbandes der Deutschen Volksbanken und Raiffeisenbanken e. V. angeschlossen.

## Geschäftsausrichtung
Die Raiffeisenbank Mainschleife-Steigerwald eG betreibt das Universalbankgeschäft. Im Verbundgeschäft arbeitet sie mit der DZ Bank, R+V Versicherung, Bausparkasse Schwäbisch Hall, MünchnerHyp, Allianz Versicherung, Teambank, VR Smart Finanz, DZ Hyp und der Union Investment zusammen.

## Geschäftsgebiet
Das Geschäftsgebiet erstreckt sich über weite Teile des nördlichen Landkreises Kitzingen. Daneben bestehen Filialen in Prosselsheim und Eisenheim im nordöstlichen Landkreis Würzburg, sowie in Kolitzheim, Wipfeld, und Frankenwinheim im südlichen Landkreis Schweinfurt.
An diesen Orten betreibt die Bank Filialen:
- Volkach (Hauptstelle, jur. Sitz)
- Prosselsheim (Geschäftsstelle)
- Wipfeld (Geschäftsstelle)
- Untereisenheim (Geschäftsstelle)
- Stammheim am Main (Geschäftsstelle)
- Escherndorf (Geschäftsstelle)
- Nordheim am Main (Geschäftsstelle)
- Sommerach (Geschäftsstelle)
- Sickershausen (Geschäftsstelle)
- Frankenwinheim (Geschäftsstelle)
- Großlangheim (Geschäftsstelle)
- Obernbreit (Geschäftsstelle)
- Rödelsee (Geschäftsstelle)
- Stadelschwarzach (Geschäftsstelle)
- Kleinlangheim (Geschäftsstelle)
- Prichsenstadt (Geschäftsstelle)
- Willanzheim (Geschäftsstelle)
- Abtswind (Geschäftsstelle)
- Wiesenbronn (Geschäftsstelle)
- Wiesentheid (Geschäftsstelle)

Die ehemaligen Geschäftsstellen in Kirchschönbach, Lindach, Obereisenheim und Rüdenhausen wurden in den letzten Jahren geschlossen. Daneben werden noch Warenlagerhäuser in Nordheim, Frankenwinheim, Escherndorf und Sommerach betrieben.